# Orkaan Lenny
Orkaan Lenny was de op een na zwaarste tropische cycloon van het Atlantisch orkaanseizoen 1999. Het was de twaalfde tropische storm en de achtste orkaan en een recordbrekende vijfde categorie 4 orkaan in het Atlantische orkaanseizoen 1999. Lenny ontstond op 13 november in de westelijke Caribische Zee en volgde een ongekende west-naar-oost koers gedurende het gehele bestaan. Ze bereikte orkaankracht ten zuiden van Jamaica op 15 november en passeerde ten zuiden van Hispaniola en Puerto Rico in de daaropvolgende paar dagen. Lenny nam vervolgens snel in kracht toe boven het noordoosten van het Caribische gebied op 17 november en bereikte een maximale windsnelheid van 250 km/h ongeveer 34 km ten zuiden van Saint Croix op de Amerikaanse Maagdeneilanden. Daarna verzwakte ze geleidelijk, terwijl ze zich verplaatste over de Bovenwindse eilanden, om uiteindelijk op 23 november op te lossen ten oosten van de Benedenwindse eilanden.